# 蒂耶河畔布雷塞
蒂耶河畔布雷塞（法語：Bressey-sur-Tille，法語發音：[bʁɛsɛ syʁ tij]）是法国科多尔省的一个市镇，位于该省东部，属于第戎区。

## 地名
虽然“蒂耶河畔布雷塞”一名中有“蒂耶河畔”，但蒂耶河并未流经其境内。

## 地理
蒂耶河畔布雷塞（47°18'30"N, 5°10'59"E）面积7.26 平方千米，位于法国勃艮第-弗朗什-孔泰大區科多尔省，该省份为法国中东部省份，北起奥布省，西接涅夫勒省和约讷省，南至索恩-卢瓦尔省，东南接汝拉省，东临上索恩省，东北部与上马恩省接壤。
与蒂耶河畔布雷塞接壤的市镇（或旧市镇、城区）包括：蒂耶河畔阿尔克、伊济耶、蒂耶河畔马尼、蒂耶河畔勒米伊、蒂耶河畔塞塞、舍维尼圣索沃尔、库泰尔农。
蒂耶河畔布雷塞的时区为UTC+01:00、UTC+02:00（夏令时）。

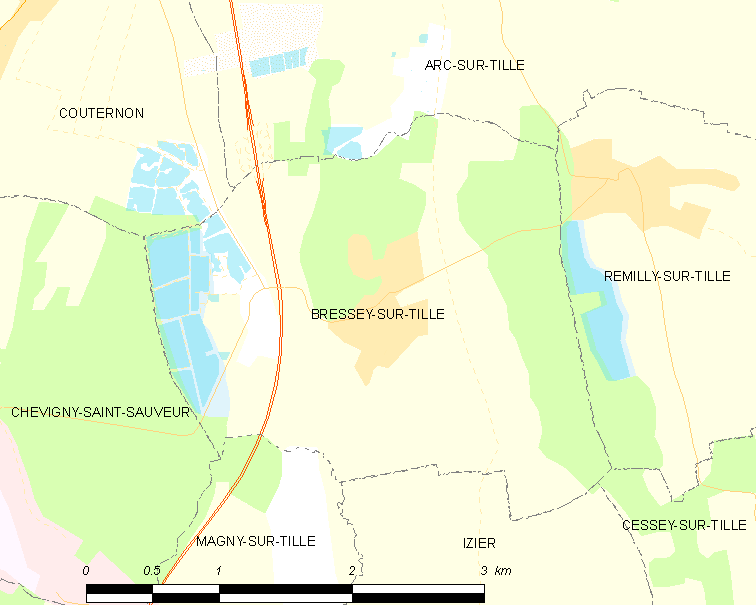
蒂耶河畔布雷塞的OSM定位图

## 行政
蒂耶河畔布雷塞的邮政编码为21560，INSEE市镇编码为21105。

## 政治
蒂耶河畔布雷塞所属的省级选区为舍维尼圣索沃尔县。

## 交通
法国国家A31号高速公路经过境内但未设出入口。科多尔省省道D107线和D107D线在境内交汇。

## 人口

1962-2008年间蒂耶河畔布雷塞人口变化图示

蒂耶河畔布雷塞于2022年1月1日时的人口数量为1110人。